# Lista över flygplatser i Polen
Lista över flygplatser i Polen sorterade efter plats.

| Stad         | Plats       | Vojvodskap        | IATA-kod | ICAO-kod | Namn                                      | Officiell webbplats       |
| ------------ | ----------- | ----------------- | -------- | -------- | ----------------------------------------- | ------------------------- |
| Bydgoszcz    | Szwederowo  | Kujavien-Pommerns | BZG      | EPBY     | Bydgoszcz Ignacy Jan Paderewski flygplats | www.plb.pl                |
| Gdańsk       | Rębiechowo  | Pommerns          | GDN      | EPGD     | Gdańsk-Lech Wałęsas flygplats             | www.airport.gdansk.pl     |
| Gdynia       | Kosakowo    | Pommerns          | QYD      | EPOK     | Gdynia flygplats                          | www.airport.gdynia.pl     |
| Katowice     | Pyrzowice   | Schlesiens        | KTW      | EPKT     | Katowice-Pyrzowices flygplats             | www.katowice-airport.com  |
| Kraków       | Balice      | Lillpolens        | KRK      | EPKK     | Kraków-Balices flygplats                  | www.krakowairport.pl      |
| Lublin       | Świdnik     | Lublins           | LUZ      | EPSW     | Lublins flygplats                         | www.airport.lublin.pl     |
| Łódź         | Lublinek    | Łódź              | LCJ      | EPLL     | Łódź Władysław Reymonts flygplats         | www.airport.lodz.pl       |
| Poznań       | Ławica      | Storpolens        | POZ      | EPPO     | Poznań-Ławicas flygplats                  | www.airport-poznan.com.pl |
| Rzeszów      | Jasionka    | Nedre Karpaternas | RZE      | EPRZ     | Rzeszów-Jasionkas flygplats               | www.rzeszowairport.pl     |
| Szczecin     | Goleniów    | Västpommerns      | SZZ      | EPSC     | Szczecin "Solidaritet" flygplats          | www.airport.com.pl        |
| Warszawa     | Modlin      | Masoviens         | WMI      | EPMO     | Warszawa-Modlin flygplats                 | www.modlinairport.pl      |
| Warszawa     | Okęcie      | Masoviens         | WAW      | EPWA     | Warszawa-Frédéric Chopins flygplats       | www.lotnisko-chopina.pl   |
| Wrocław      | Strachowice | Nedre Schlesiens  | WRO      | EPWR     | Wrocław-Copernicus flygplats              | www.airport.wroclaw.pl    |
| Zielona Góra | Babimost    | Lubusz            | IEG      | EPZG     | Zielona Góra flygplats                    | www.lotnisko.lubuskie.pl  |